# Banana roja

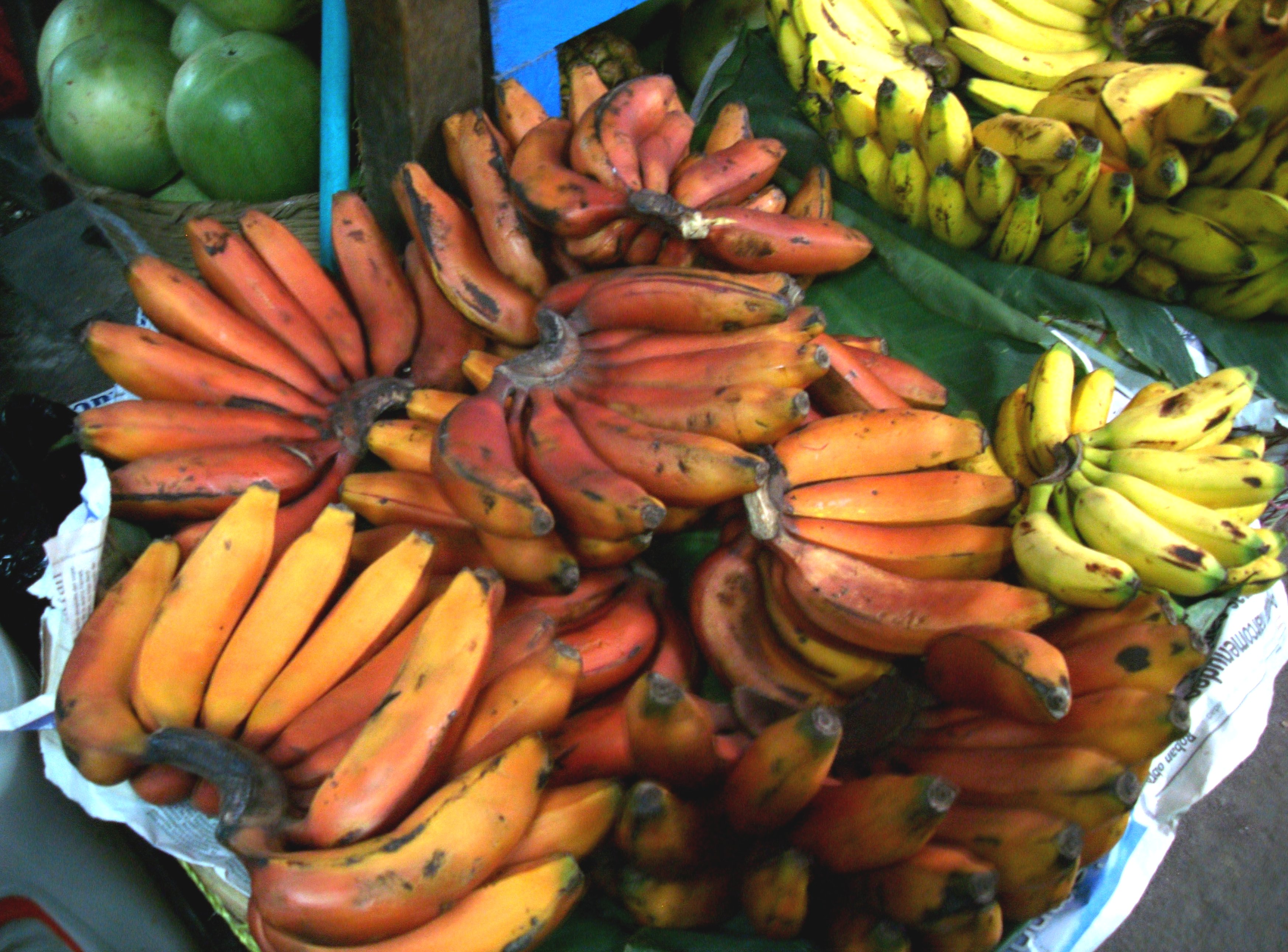
Bananas rojas en un mercado de Guatemala.

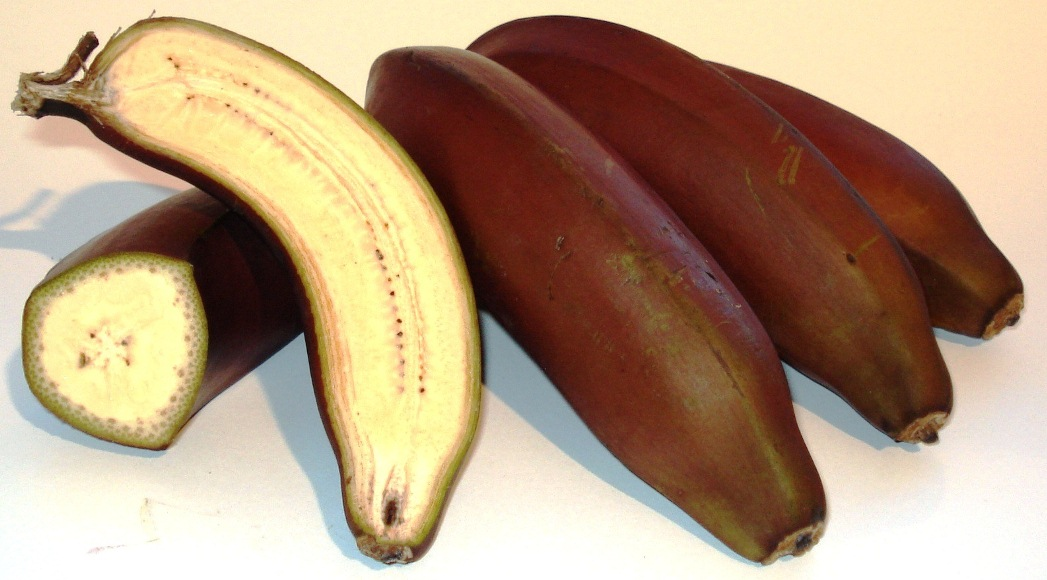
Secciones longitudinales y transversales de plátano rojo.

Los bananas rojas son un grupo de variedades de bananas con piel de color púrpura rojizo. Algunos son más pequeños y regordetes que la banana Cavendish común, otros mucho más grandes. Las bananas rojas maduras y crudas tienen una pulpa que va desde cremosa hasta rosa claro. También son más suaves y dulces que las variedades Cavendish amarillas, algunas con un ligero sabor a frambuesa picante y otras con un sabor terroso. Muchas bananas rojas son exportadas por productores de África Oriental, Asia, América del Sur y los Emiratos Árabes Unidos. Son las favoritas en Centroamérica, pero se venden en todo el mundo.

## Descripción

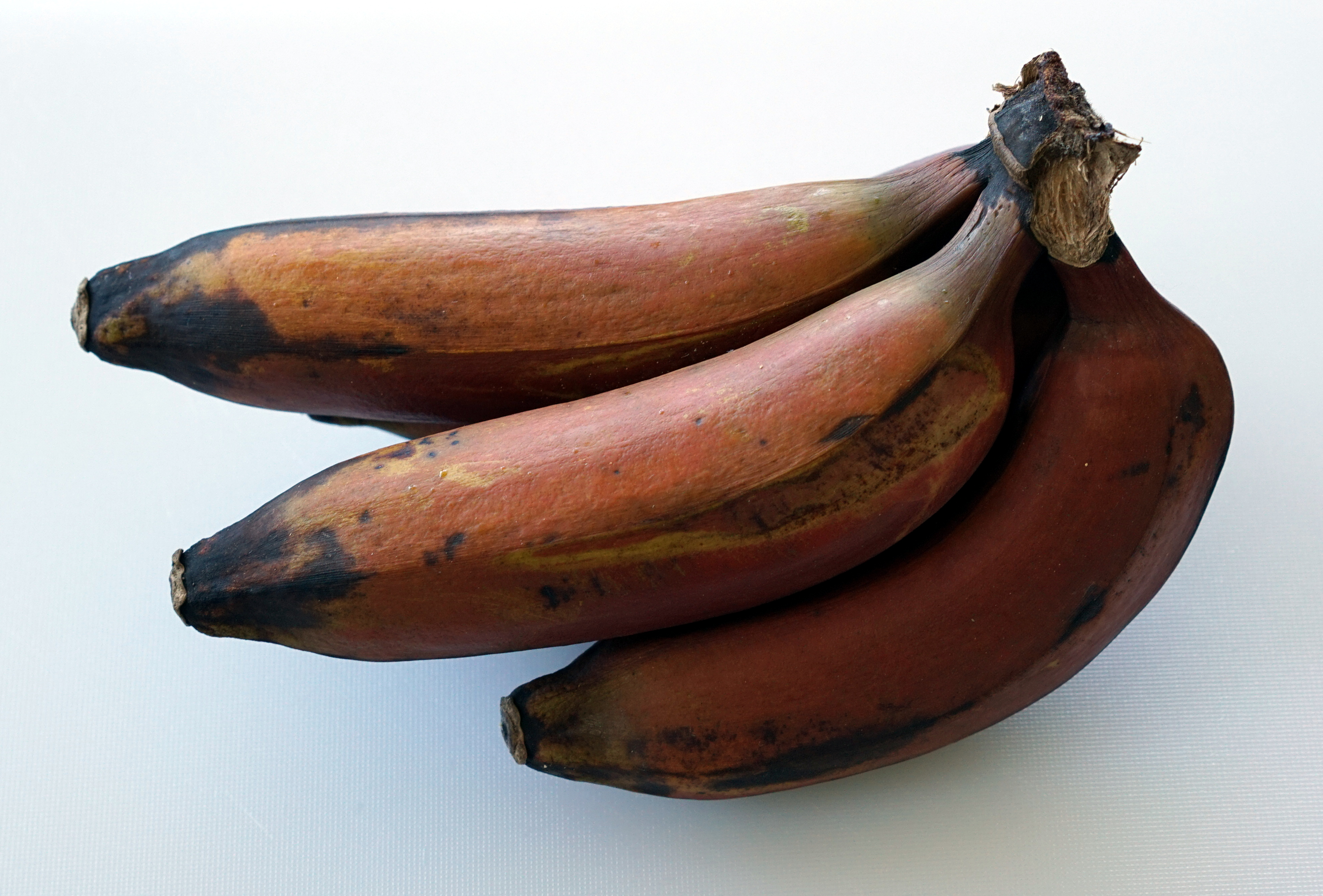
Un manojo de plátanos rojos maduros.

Los plátanos rojos deben tener una cáscara de color rojo intenso o granate cuando están maduros y es mejor comerlos cuando no están golpeados y ligeramente blandos. Esta variedad contiene más betacaroteno y vitamina C que los plátanos amarillos. También contiene potasio y hierro. Cuanto más roja sea la fruta, más caroteno y mayor nivel de vitamina C. Al igual que los plátanos amarillos, los plátanos rojos maduran en unos pocos días a temperatura ambiente y se conservan mejor fuera del refrigerador.
En comparación con el plátano más común, el plátano Cavendish, tienden a ser más pequeños, tienen una piel ligeramente más gruesa y un sabor más dulce, pero tienen una vida útil más larga que los plátanos amarillos.

## Taxonomía
El plátano rojo es un cultivar triploide del plátano silvestre Musa acuminata, perteneciente al grupo AAA.
Su denominación oficial es Musa acuminata (Grupo AAA) 'Red Dacca'.
Los sinónimos incluyen:
- Musa acuminata Colla (Grupo AAA) cv. 'Rojo'
- Musa sapientum L. f. rubra Bail.
- Musa sapientum L.var . rubra (Firma.) Baker
- Muro de Musa rubra . ex-Kurz.

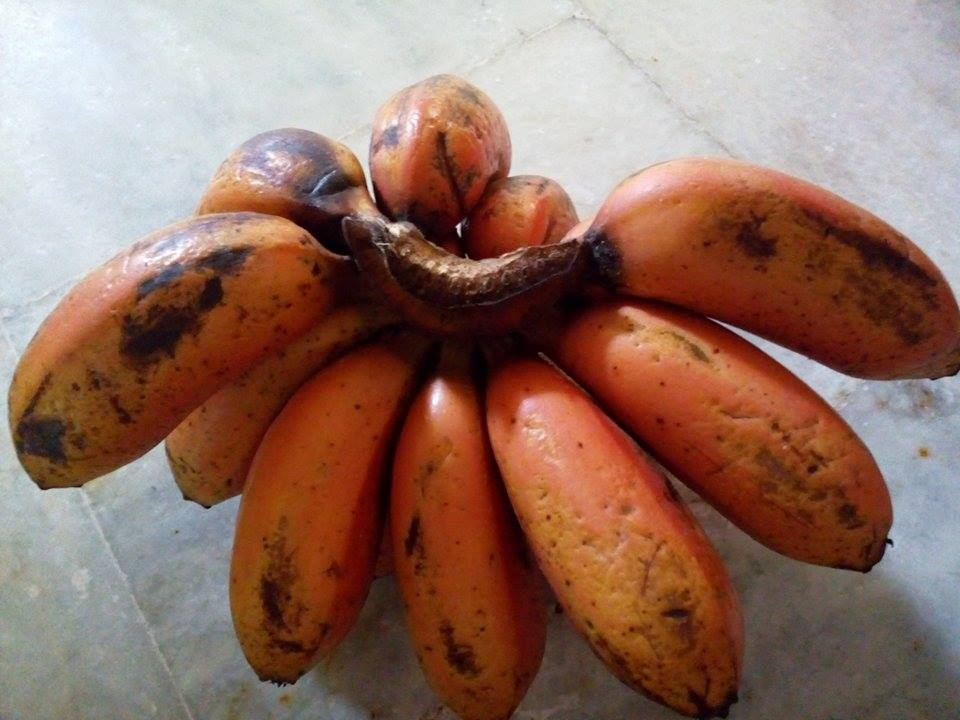
Plátano rojo de Tamil Nadu

- Plátano rojo de Tamil Nadu Musa × paradisiaca L. ssp. sapientum (L.) Kuntze var. rubra
- Musa acuminata Colla (Grupo AAA) cv. 'Rojo cubano'
- Musa acuminata Colla (Grupo Cavendish) cv. 'Rojo cubano'
- Musa acuminata Colla (Grupo AAA) cv. 'Jamaicano rojo'
- Musa acuminata Colla (Grupo AAA) cv. 'Rojo jamaiquino'
- Musa acuminata Colla (Grupo AAA) cv. 'Rojo Español'.

## Historia
Los primeros plátanos que aparecieron en el mercado de Toronto (en las décadas de 1870 y 1880) fueron plátanos rojos. Los plátanos rojos están disponibles todo el año en mercados especializados y supermercados más grandes de los Estados Unidos.

## Usos

### Culinario
Los plátanos rojos se comen de la misma manera que los amarillos, pelando la fruta antes de comerla. Se suelen consumir crudas, enteras o picadas, y se añaden a postres y ensaladas de frutas, pero también se pueden hornear, freír y tostar. Los plátanos rojos también suelen venderse secos en las tiendas.
El plátano rojo tiene más betacaroteno y vitamina C que las variedades de plátano amarillo. Todos los plátanos contienen fuentes naturales de tres azúcares: sacarosa, fructosa y glucosa.

## Cultivo

### Plagas y enfermedades
- Enfermedad de Panamá [8]